# Urbeis
Ne doit pas être confondu avec Urbès.
Urbeis est une commune française, située dans la circonscription administrative du Bas-Rhin et, depuis le 1er janvier 2021, dans le territoire de la Collectivité européenne d'Alsace, en région Grand Est.
Cette commune se trouve dans la région historique et culturelle d'Alsace au pied du Climont dans le val de Villé. Elle a été un centre important de mines d'argent.

## Géographie

### Localisation
À l’extrême ouest du val de Villé, à 8 km en amont du chef-lieu de canton, la commune s’inscrit à l’origine de la vallée du Giessen d’Urbeis. Celle-ci, bien encaissée, est encadrée par de puissants reliefs :
- au sud, les crêtes des Aviats (804 m) forment la ligne de partage des eaux entre le Giessen d’Urbeis et la Lièpvrette ;
- au nord, l’arête du Bilstein (670 m) sépare la vallée du Giessen du vallon de Charbes ;
- au nord-ouest, le sommet du Climont (965 m) domine de près de 300 m les hauteurs et plateaux environnants.

Le village s’étire sur 2 km le long du thalweg du Giessen, surtout sur l’adret plus ensoleillé.

### Communes limitrophes
Les communes limitrophes sont  Bourg-Bruche, Fouchy, Lalaye, Lubine, Ranrupt, Rombach-le-Franc et Steige.
| Ranrupt       | Steige                    | Lalaye |
| Bourg-Bruche  | Urbeis                    |        |
| Lubine Vosges | Rombach-le-Franc Bas-Rhin | Fouchy |

### Écarts et lieux-dits
- le Climont,
- le Haut d'Urbeis,
- le Bas d'Urbeis
- Schlague
- Schnarupt
- Champs-d'Yvrée

### Géologie
Le territoire communal repose sur le bassin houiller de la vallée de Villé.
Hydrogéologie et climatologie
Système d’information pour la gestion des eaux souterraines du bassin Rhin-Meuse]
Territoire communal : Occupation du sol (Corinne Land Cover); Cours d'eau (BD Carthage),
Géologie : Carte géologique; Coupes géologiques et techniques,
Hydrogéologie : Masses d'eau souterraine; BD Lisa; Cartes piézométriques.

### Hydrographie

#### Réseau hydrographique
La commune est dans le bassin versant du Rhin au sein du bassin Rhin-Meuse. Elle est drainée par la Bruche, le Giessen et le ruisseau Dit le Giessen,.
La Bruche, d'une longueur de 77 km, prend sa source dans la commune  et se jette  dans l'Ill à Strasbourg, après avoir traversé 37 communes. 

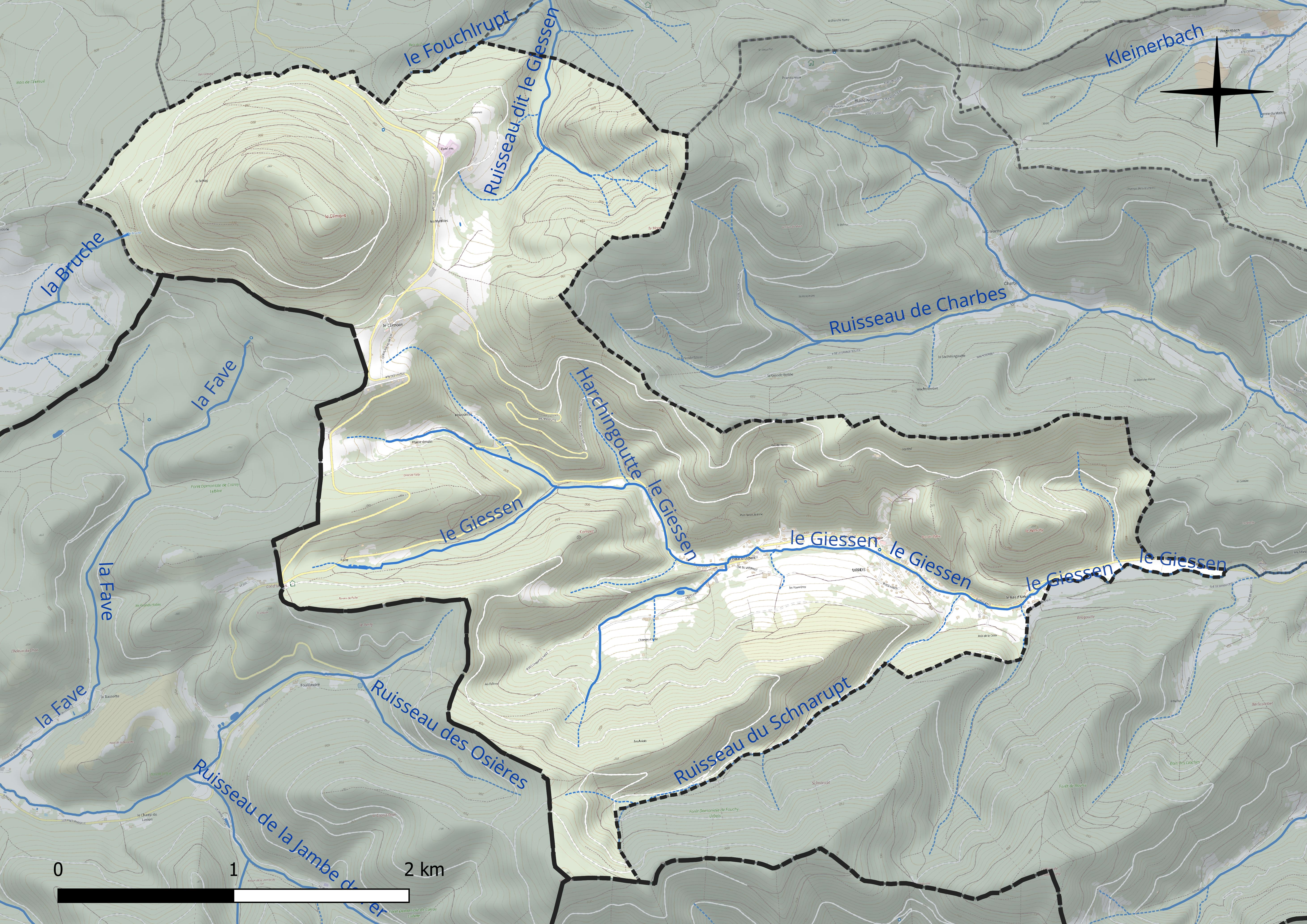
Réseau hydrographique d'Urbeis.

Le Giessen, d'une longueur de 34 km, prend sa source dans la commune  et se jette  dans l'Ill à Ebersmunster, après avoir traversé 18 communes. 
Le ruisseau dit le Giessen, d'une longueur de 11 km, prend sa source dans la commune  et se jette  dans Giessen à Villé, après avoir traversé cinq communes. 

#### Gestion et qualité des eaux
Le territoire communal est couvert par le schéma d'aménagement et de gestion des eaux (SAGE) « Giessen Liepvrette ». Ce document de planification concerne les bassins versants du Giessen et de la Lièpvrette.  Son périmètre s’étend sur 317 km2. Il a été approuvé le 13 avril 2016. La structure porteuse de l'élaboration et de la mise en œuvre est le Syndicat des eaux et de l'assainissement Alsace Moselle. 
La qualité des cours d’eau peut être consultée sur un site dédié géré par les agences de l’eau et l’Agence française pour la biodiversité. 

### Climat
Pour des articles plus généraux, voir Climat du Grand Est et Climat du Bas-Rhin.
En 2010, le climat de la commune est de type climat de montagne, selon une étude du Centre national de la recherche scientifique s'appuyant sur une série de données couvrant la période 1971-2000. En 2020, Météo-France publie une typologie des climats de la France métropolitaine dans laquelle la commune est exposée à un climat semi-continental et est dans la région climatique  Vosges, caractérisée par une pluviométrie très élevée (1 500 à 2 000 mm/an) en toutes saisons et un hiver rude (moins de 1 °C). 
Pour la période 1971-2000, la température annuelle moyenne est de 9,5 °C, avec une amplitude thermique annuelle de 17,1 °C. Le cumul annuel moyen de précipitations est de 1 137 mm, avec 11,7 jours de précipitations en janvier et 10,9 jours en juillet. Pour la période 1991-2020, la température moyenne annuelle observée sur la station météorologique de Météo-France la plus proche, « Villé », sur la commune de Villé à 6 km à vol d'oiseau, est de 11,3 °C et le cumul annuel moyen de précipitations est de 957,7 mm. 
La température maximale relevée sur cette station est de 39,5 °C, atteinte le 13 août 2003 ; la température minimale est de −19 °C, atteinte le 7 février 1991,,. 
Les paramètres climatiques de la commune ont été estimés pour le milieu du siècle (2041-2070) selon différents scénarios d'émission de gaz à effet de serre à partir des nouvelles projections climatiques de référence DRIAS-2020. Ils sont consultables sur un site dédié publié par Météo-France en novembre 2022.

## Urbanisme

### Typologie
Au 1er janvier 2024, Urbeis est catégorisée commune rurale à habitat dispersé, selon la nouvelle grille communale de densité à sept niveaux définie par l'Insee en 2022.
Elle est située hors unité urbaine et hors attraction des villes,.

### Occupation des sols
L'occupation des sols de la commune, telle qu'elle ressort de la base de données européenne d’occupation biophysique des sols Corine Land Cover (CLC), est marquée par l'importance des forêts et milieux semi-naturels (86,2 % en 2018), une proportion sensiblement équivalente à celle de 1990 (86,8 %). La répartition détaillée en 2018 est la suivante : forêts (86,2 %), zones urbanisées (7,4 %), prairies (6,3 %). L'évolution de l’occupation des sols de la commune et de ses infrastructures peut être observée sur les différentes représentations cartographiques du territoire : la carte de Cassini (XVIIIe siècle), la carte d'état-major (1820-1866) et les cartes ou photos aériennes de l'IGN pour la période actuelle (1950 à aujourd'hui).

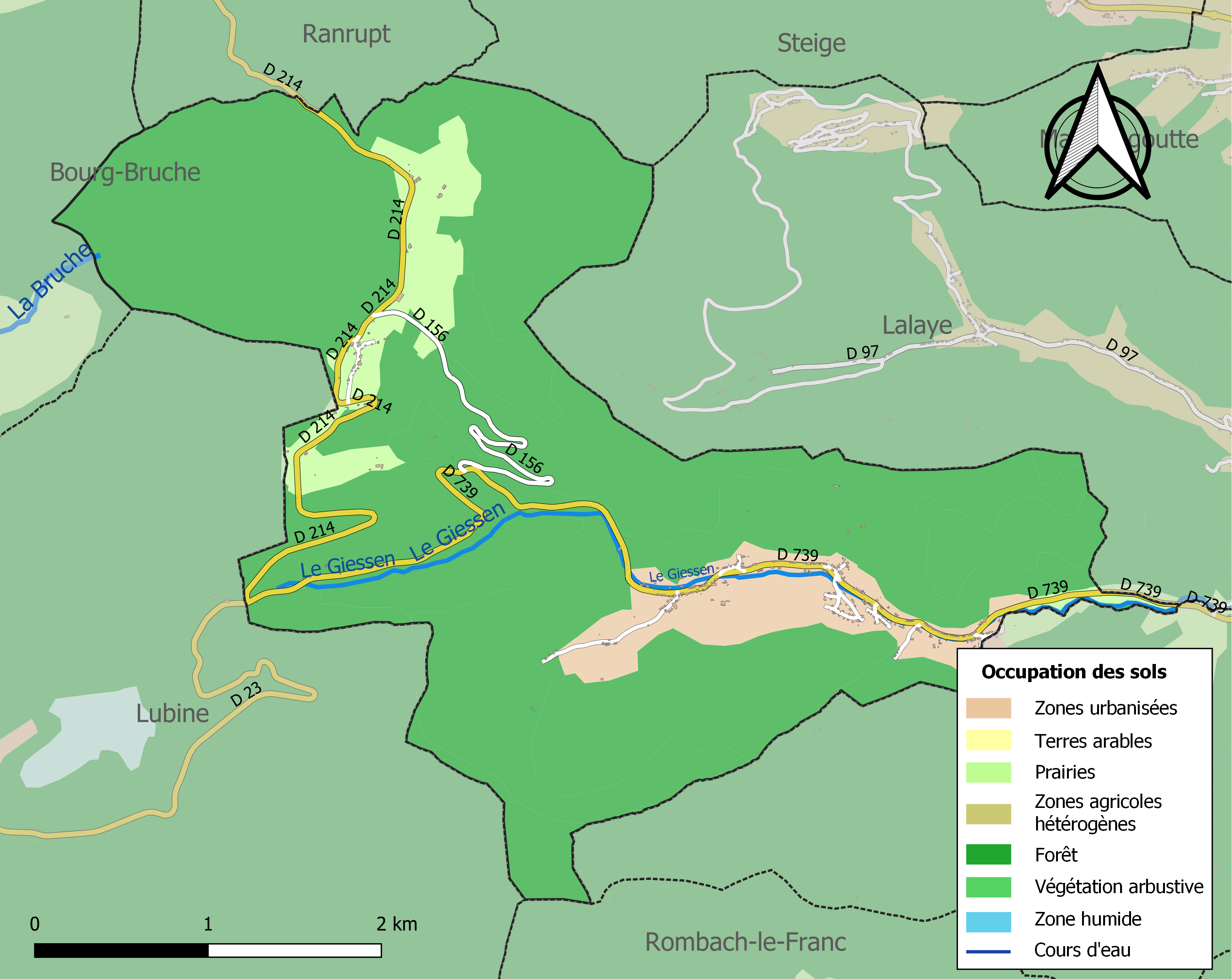
Carte des infrastructures et de l'occupation des sols de la commune en 2018 (CLC).

## Histoire

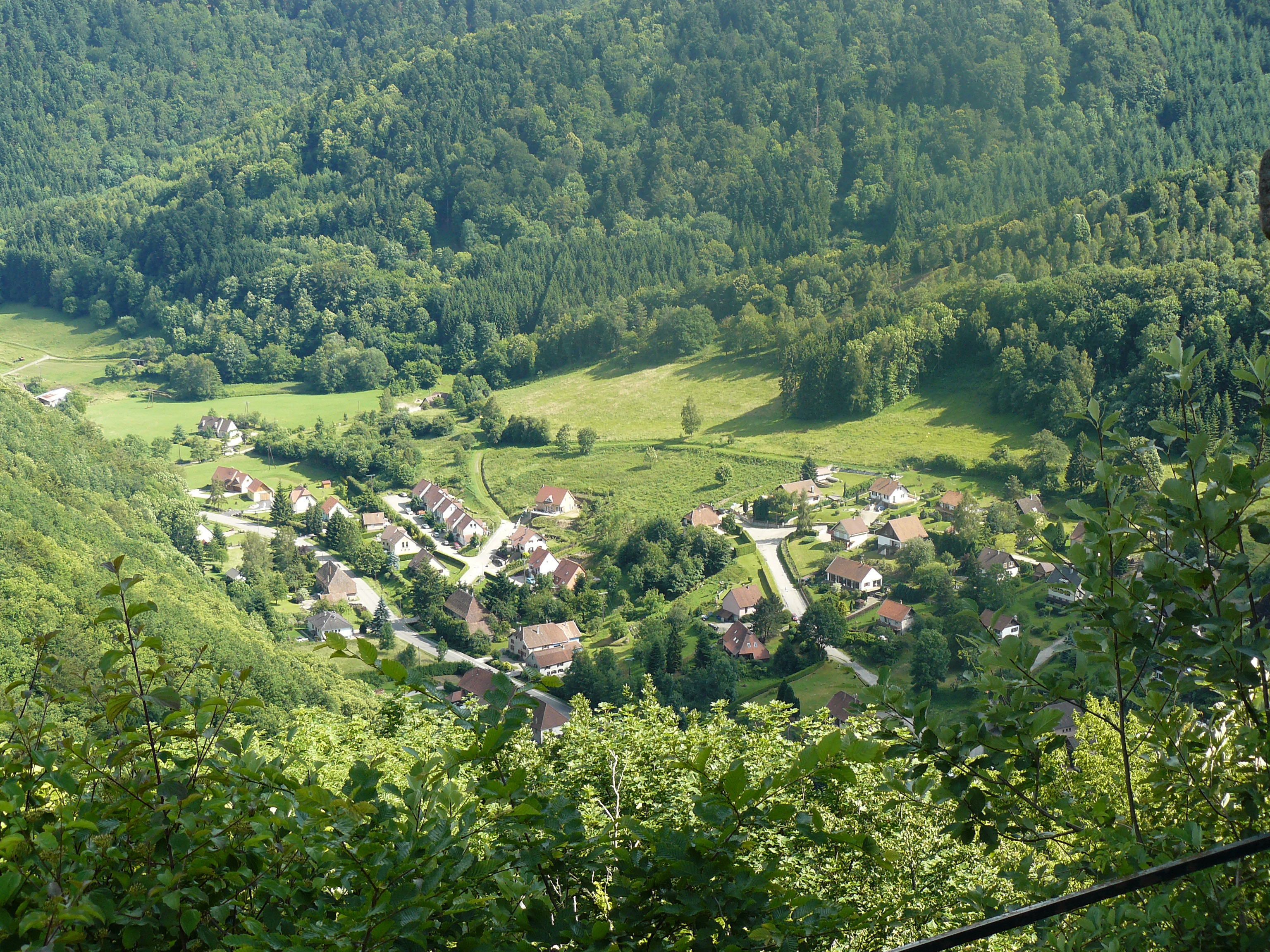
Le village d'Urbeis vue depuis le château du Bilstein lorrain.

La vallée d’Urbeis n’a, à ce jour, livré aucun vestige archéologique remontant à la préhistoire, à l’époque romaine ou au haut Moyen Âge. Pourtant, ce vallon a dû être peuplé très tôt, étant une voie de passage naturelle vers Saint-Dié et la Lorraine.
Urbeis – orthographié Vrbeiz – et le Bilstein sont cités dans le Habsburger Urbar de 1303 qui recense les biens des Habsbourg car, à cette date, le village appartient à cette puissante famille.
La localité se trouve aux avant-postes en 1477 au moment du siège du château du Bilstein par les Strasbourgeois qui veulent délivrer le comte de Nassau qui y était retenu prisonnier.
Au XVIe siècle, Urbeis, qui partage la destinée de le seigneurie de Villé, est donné en gage aux Müllenheim, vendu aux Bollwiller en 1551 puis passe aux mains des Fugger.
Puis, c’est la guerre de Trente Ans qui éclate détruisant sur son passage de nombreuses maisons et décimant la population. Mais le village se repeuple d’une population francophone dès la fin du XVIIe siècle. Les nouveaux arrivants apportent leur langue, le welche et leur style architectural qui donne les maisons vosgiennes. De belles maisons de type vosgien s’égrènent actuellement le long de la route qui longe le Giessen.
Les évènements de 1789 permettent aux villageois de s’administrer eux-mêmes ; François Colin est le premier maire. En 1835, Urbeis se dote d’une mairie-école.
Au cours du XIXe siècle, la population ne cesse d’augmenter provoquant la misère, l’émigration vers Paris et les États-Unis. Urbeis est un des rares villages à posséder encore un arbre de la Liberté planté en 1848.
Le début du XXe siècle verra une importante activité minière mais qui s’arrêtera à la veille de la Première Guerre mondiale. Urbeis est près du front et constitue un arrêt sur la ligne de chemin de fer militaire : la Lordonbahn.
Dans le domaine spirituel, Urbeis qui fait partie de la seigneurie de l’Albrechtstal dépend de la paroisse de Villé au Moyen Âge, ce qui oblige les fidèles à parcourir 7 km pour assister à la messe. À partir du XVIIe siècle, la population francophone devenant plus nombreuse désire un vicaire sachant parler français mais elle ne l’obtiendra qu’en 1760.
Une chapelle dédiée à saint Nicolas est citée en 1665 mais semble déjà exister au XVIe siècle à côté de l’ancien cimetière.
Un nouveau sanctuaire est édifié en 1752 au centre de la localité pour accueillir les fidèles devenus plus nombreux. Mais il est rasé en 1789 et remplacé par l’église actuelle construite en partie avec les pierres du Bilstein. Depuis le Moyen Âge et jusqu'au début du XXe siècle, le village exploite de nombreuses mines de cuivre, de plomb et d'argent.

### Les anabaptistes du Climont

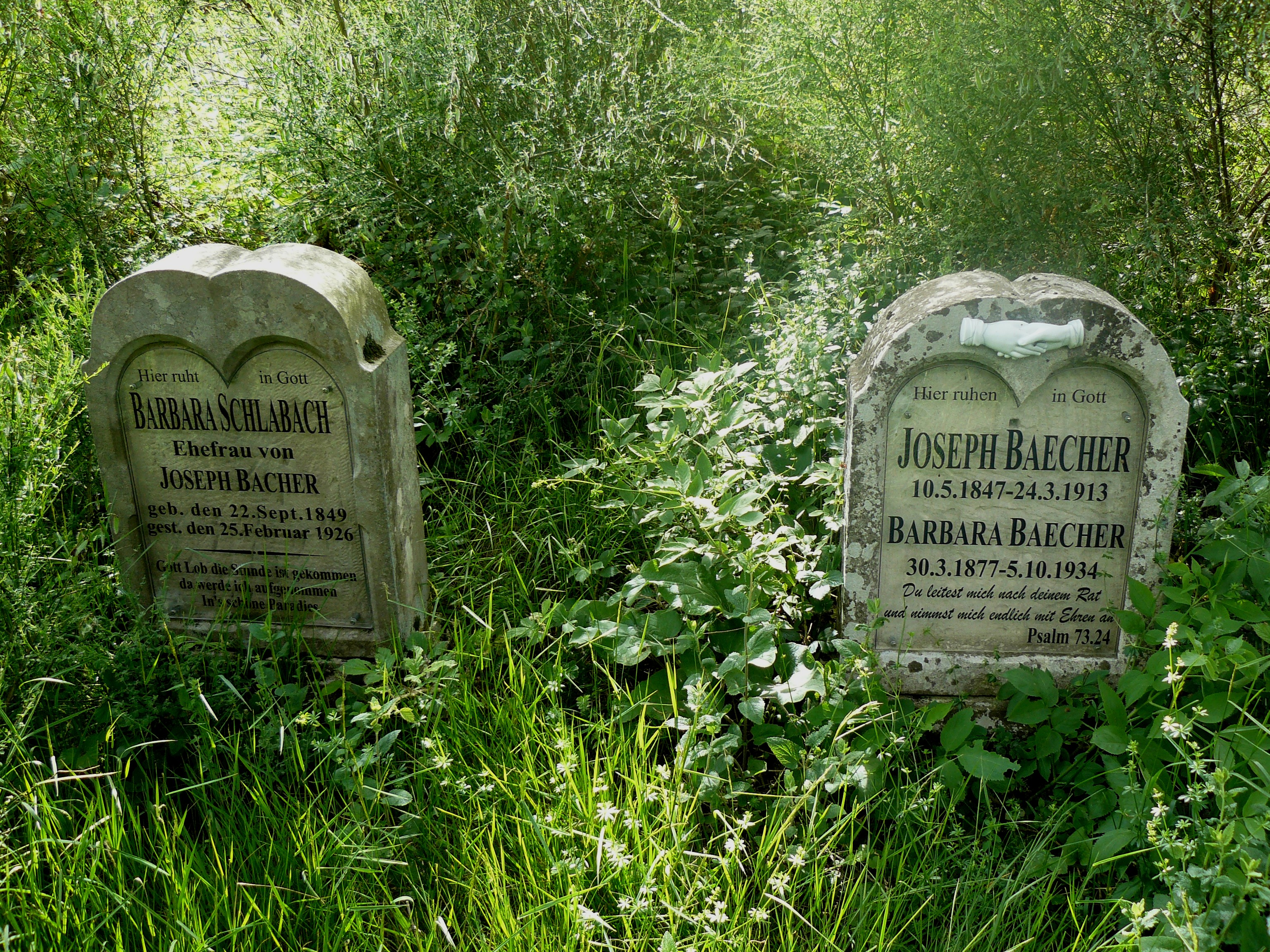
Vestige de l'ancien cimetière des anabaptistes au Climont avec des tombes plus récentes.

L'histoire du Climont est étroitement liée à celle de l'arrivée des anabaptistes qui ont défriché la forêt pour s'installer dans ce coin paisible et sauvage, à l'abri des regards.
Ce sont les Zurlauben, qui en 1681, ont reçu de la seigneurie de Villé et leurs successeurs, les Choiseul-Meuse, qui ont fait venir de Suisse des anabaptistes. Une exploitation agricole existait déjà dans ce lieu reculé appelé « la Maison Blanche » construite en 1551, qui est encore aujourd'hui l'une des plus anciennes maisons du val de Villé. Elle reste toujours debout à l'heure actuelle.
Le mouvement anabaptiste est né au début du XVIe siècle, au moment de la Réforme. Certains adeptes prendront par la suite le nom de mennonites, en souvenir du hollandais Menno Simons (1496-1561), fondateur de cette doctrine pacifiste. Les anabaptistes germanophones et protestants forment une communauté originale, dans une région francophone et catholique, travaillant des censes – sur la carte de Casini du XVIIIe siècle, on trouve le lieu-dit cens du Climont – mis à leur disposition par les seigneurs de Villé. Ceux-ci ne peuvent que se féliciter d'avoir fait venir des gens reconnus pour leurs compétences dans le domaine agricole et à la probité exemplaire. Ces mennonites forment à la veille de la Révolution, une communauté de 90 fidèles dont la majorité vit au hameau voisin du Hang (commune de Bourg-Bruche).
Au cours du XIXe siècle, des réformés et des catholiques viennent habiter le Climont. La fréquence des mariages mixtes avec les protestants et l'émigration de certains d'entre eux vers l'Amérique font diminuer leur nombre. En 1901, le Climont compte 68 habitants - anabaptistes et autres - répartis en 14 fermes. L'augmentation de la population dans la première moitié du XIXe siècle incite la commune d'Urbeis à y construire une école, en 1861. Les protestants à la fin du siècle (1891) y édifient un temple. De nos jours, le hameau compte une quinzaine d'habitations principales et secondaires, mais plus un seul mennonite. La seule trace matérielle rappelant leur présence est un petit cimetière privé à l'abandon, situé au milieu des prés, en contrebas de la route qui mène au col de la Salcée. La communauté du Hang constitue un des derniers foyers anabaptistes existant encore dans la région.

### L'exploitation minière

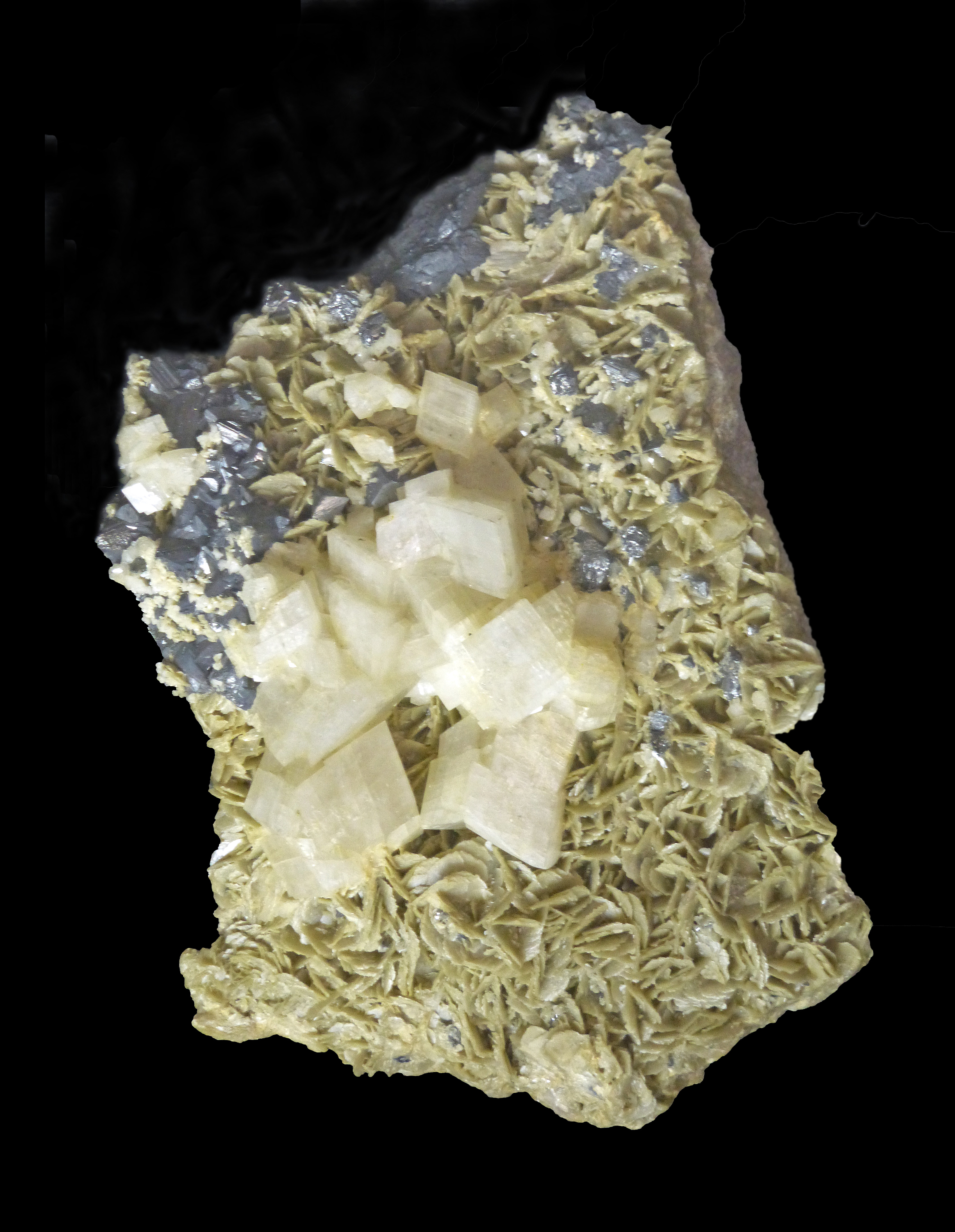
Cuivre gris, dolomite sur sidérite de la mine Saint-Sylvestre (Musée de minéralogie de Strasbourg).

Dès le XVIe siècle, Urbeis a été un important centre minier. Les mineurs travaillaient dans une bonne dizaine d'exploitations en y extrayant du cuivre, du plomb et surtout de l'argent. Une fonderie située au bas d'Urbeis, sur la rive droite du Giessen d’Urbeis, permet alors de traiter le minerai pour l'ensemble des mines, mais aussi pour celles de Lalaye. Les principaux sites miniers sont à cette époque : Haute Landzoll, Champ-Brêcheté, mine Théophile, Goutte du Moulin, Montagne des Coltes (plusieurs mines, dont la Mine du Château), Rouge-Eau, Goutte Henri, Notre-Dame (présence du roue d'exhaure), Aptingoutte. Vers 1850, du charbon est extrait au Revers de Faîte.
Une autre grande période d'exploitation se situe de 1894 à 1912, essentiellement à la mine Saint Sylvester, mais aussi à Donner (anciennement Notre Dame), au Schnarupt et dans quelques vieilles mines abandonnées. Les travaux sont surtout importants à Saint Sylvester, réalisés par la Weilerthaler Burgwerke, puis la Silbergwerke Saint Sylvester. Cette dernière compagnie emploie à la mine jusqu'à 160 ouvriers. Un puits qui devait atteindre 132 mètres de profondeur est creusé et on y travaille sur six niveaux. En surface sont installés des bassins de lavage et un atelier de traitement du minerai. La dernière exploitation minière à Urbeis, pour l'extraction de la fluorine, a lieu de 1925 à 1928 dans la montagne des Coltes.

## Politique et administration
| Période                                  | Période   | Identité                    | Étiquette | Qualité                |
| ---------------------------------------- | --------- | --------------------------- | --------- | ---------------------- |
| Les données manquantes sont à compléter. |           |                             |           |                        |
|                                          |           | Jean-Marie Caro (1929-2014) | RDS       | Député                 |
| 1977                                     | mars 2001 | Pierre Schramm (1931-2015)  |           | Chef d'équipe à la DDE |
| mars 2001                                | 2008      | Nicolas Humbert             |           |                        |
| mars 2008                                | mai 2020  | Rémy Antoine-Grandjean      |           |                        |
| mai 2020                                 | En cours  | Abel Mangeolle              |           |                        |

## Population et société

### Démographie
L'évolution du nombre d'habitants est connue à travers les recensements de la population effectués dans la commune depuis 1793. Pour les communes de moins de 10 000 habitants, une enquête de recensement portant sur toute la population est réalisée tous les cinq ans, les populations de référence des années intermédiaires étant quant à elles estimées par interpolation ou extrapolation. Pour la commune, le premier recensement exhaustif entrant dans le cadre du nouveau dispositif a été réalisé en 2004.

En 2022, la commune comptait 317 habitants, en évolution de −2,16 % par rapport à 2016 (Bas-Rhin : +3,17 %, France hors Mayotte : +2,11 %).
| 1793 | 1800 | 1806 | 1821 | 1831 | 1836 | 1841 | 1846 | 1851 |
| ---- | ---- | ---- | ---- | ---- | ---- | ---- | ---- | ---- |
| 708  | 539  | 570  | 652  | 767  | 746  | 742  | 823  | 848  |

| 1856 | 1861 | 1866 | 1871 | 1875 | 1880 | 1885 | 1890 | 1895 |
| ---- | ---- | ---- | ---- | ---- | ---- | ---- | ---- | ---- |
| 800  | 836  | 839  | 865  | 764  | 747  | 704  | 654  | 621  |

| 1900 | 1905 | 1910 | 1921 | 1926 | 1931 | 1936 | 1946 | 1954 |
| ---- | ---- | ---- | ---- | ---- | ---- | ---- | ---- | ---- |
| 644  | 612  | 582  | 473  | 455  | 393  | 353  | 293  | 289  |

| 1962 | 1968 | 1975 | 1982 | 1990 | 1999 | 2004 | 2006 | 2009 |
| ---- | ---- | ---- | ---- | ---- | ---- | ---- | ---- | ---- |
| 250  | 238  | 205  | 215  | 222  | 285  | 290  | 294  | 311  |

| 2014 | 2019 | 2022 | - | - | - | - | - | - |
| ---- | ---- | ---- | - | - | - | - | - | - |
| 318  | 318  | 317  | - | - | - | - | - | - |

## Culture locale et patrimoine

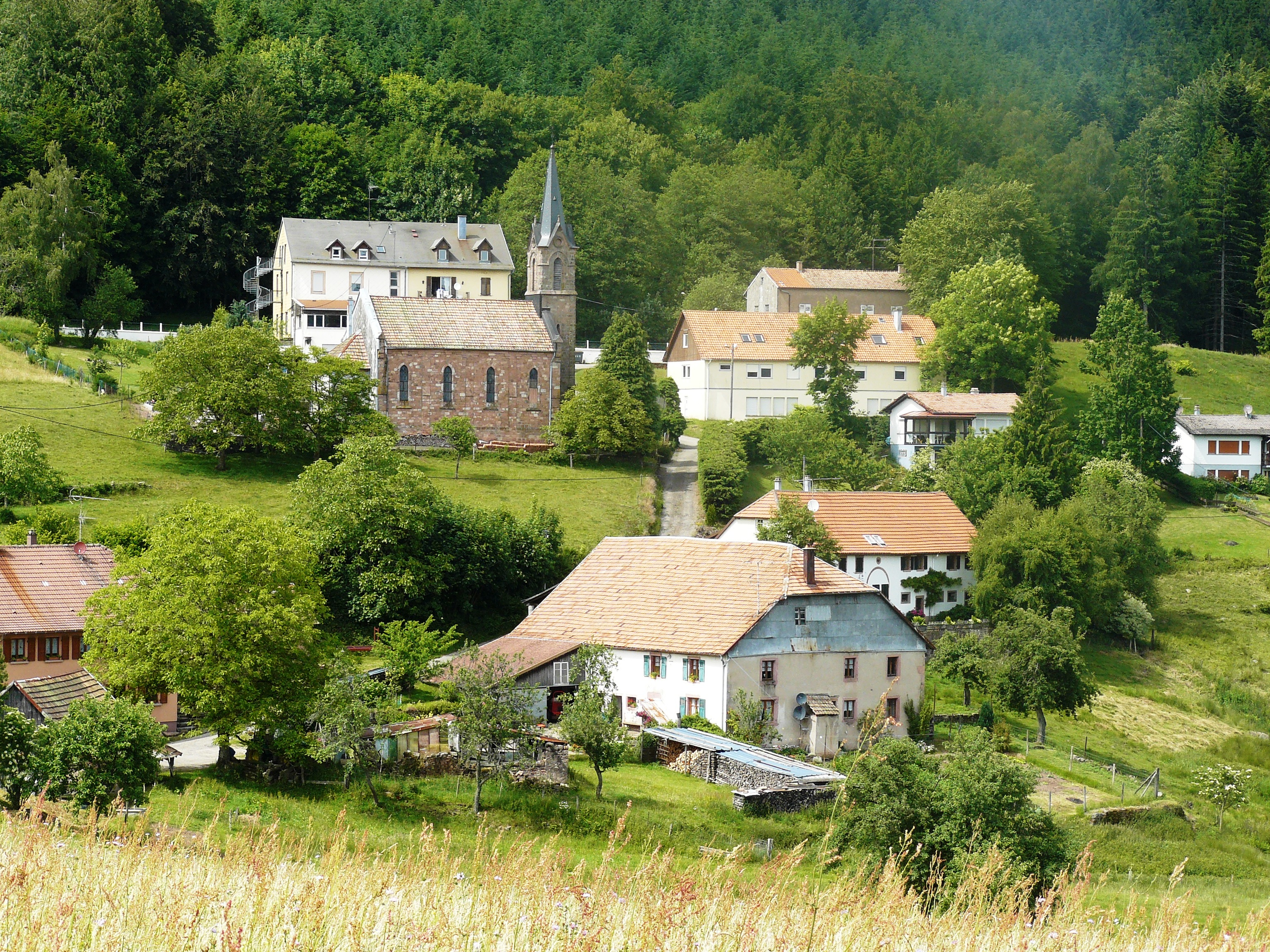
Le hameau du Climont, près d'Urbeis (Bas-Rhin) avec la maison en premier plan appelée « la Blanche Maison » qui remonte à 1551.

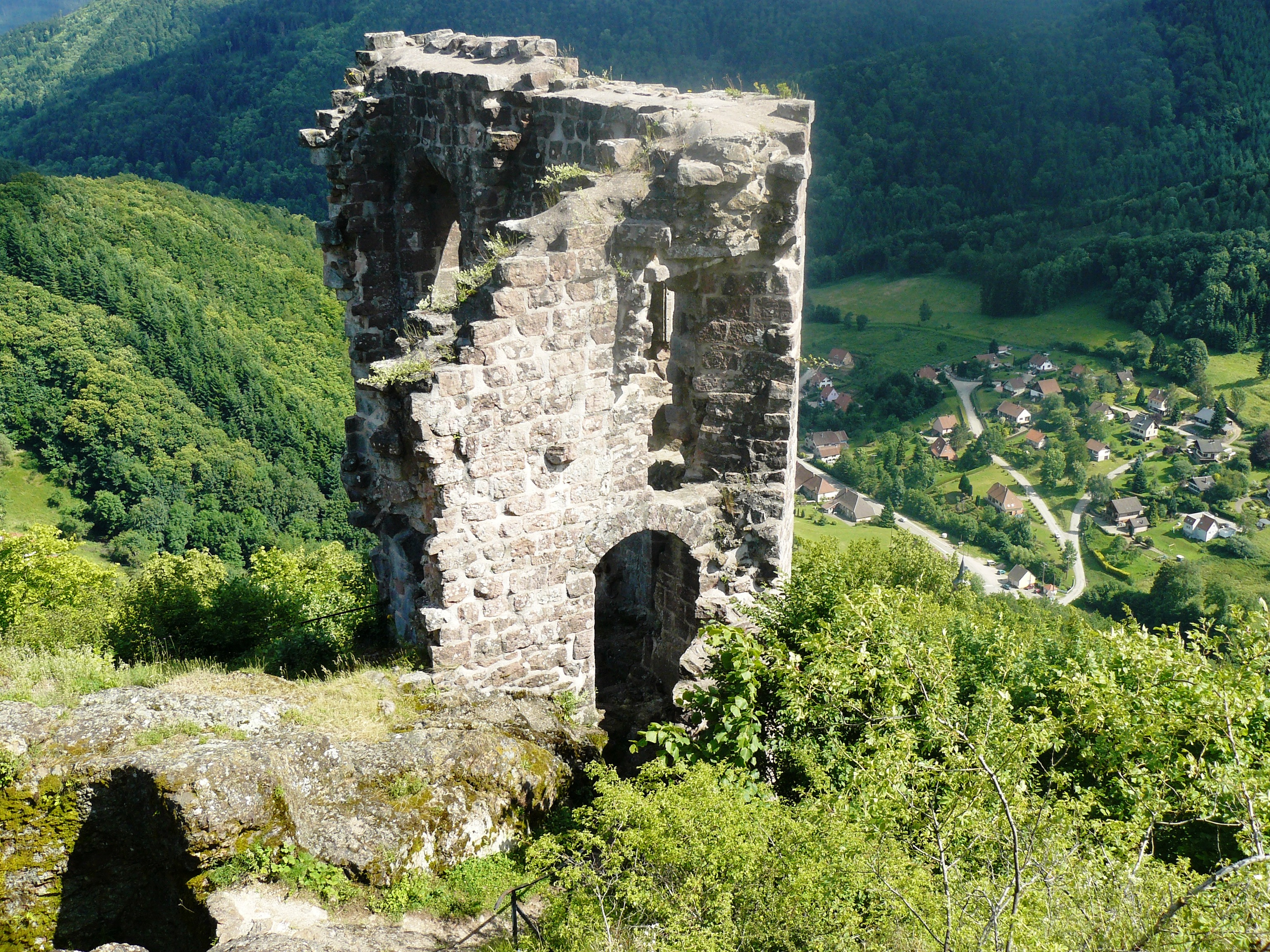
Vue sur le château du Bilstein lorrain et en arrière-plan le village d'Urbeis.

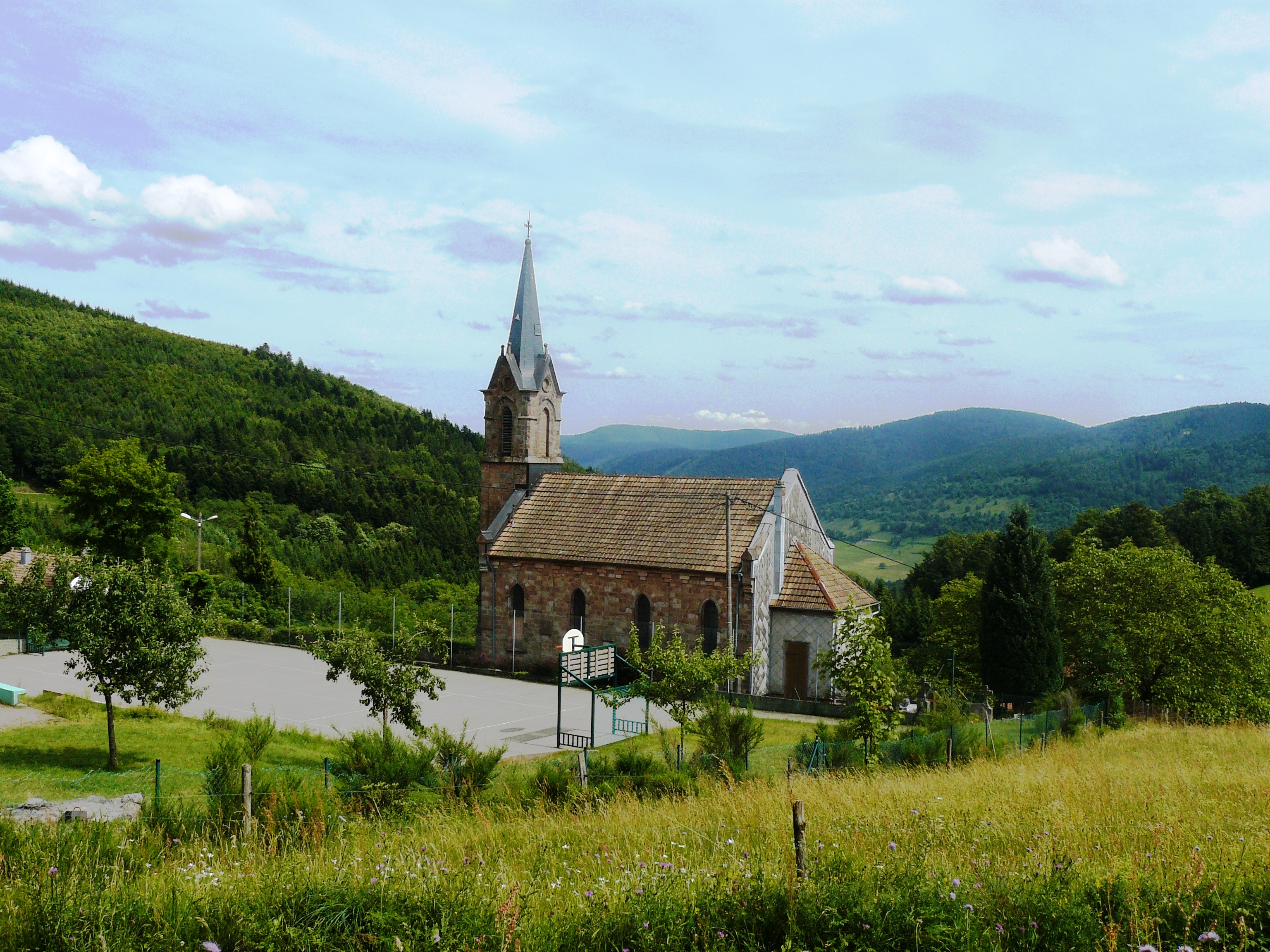
Le temple protestant du Climont (1891).

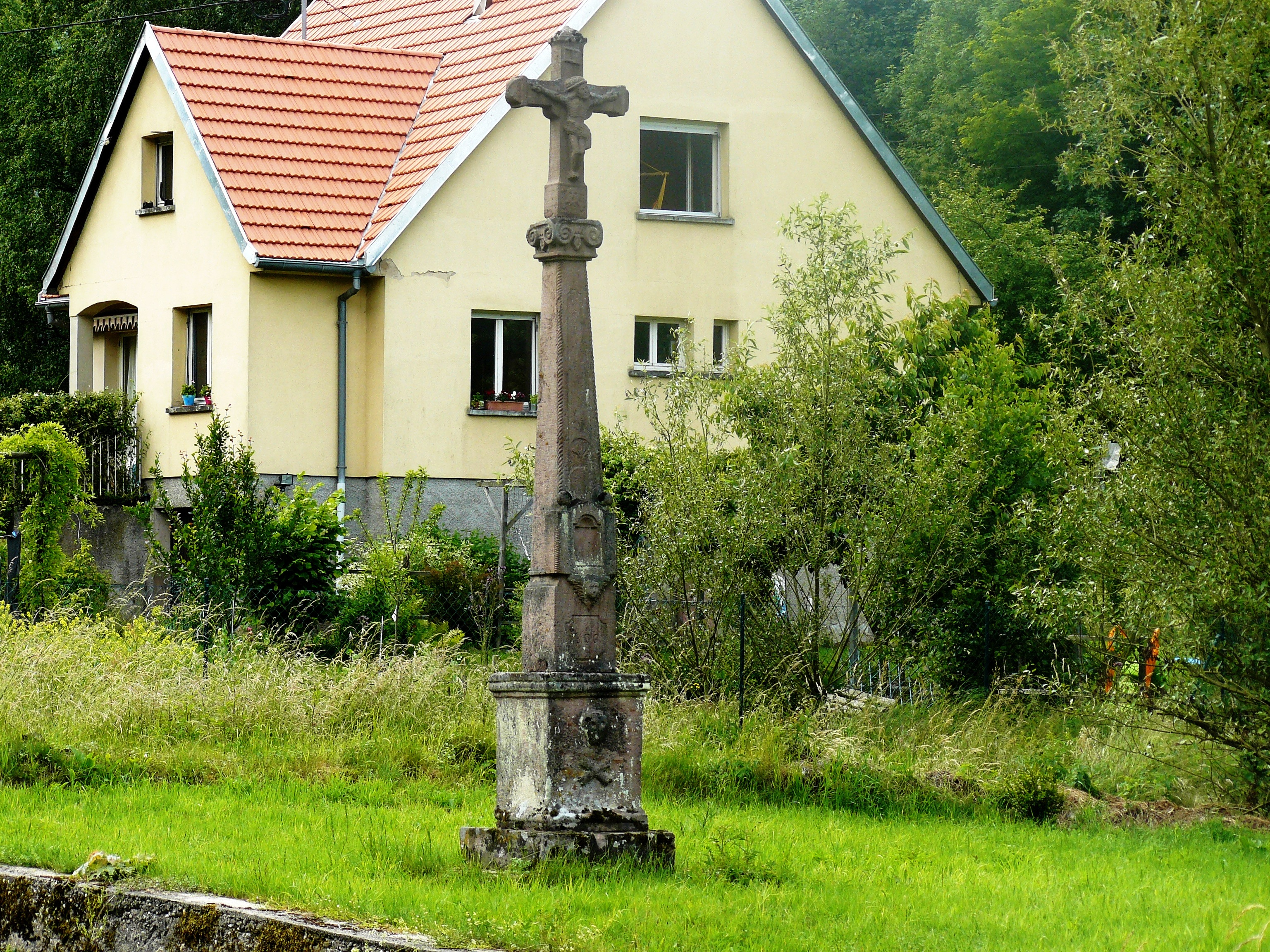
Croix du haut du village d'Urbeis.

### Lieux et monuments
- Le Climont

Au XVIIe siècle, le Climont est un lieu recouvert de bois. L'endroit sera défriché par une communauté d'anabaptistes qui dispose à l'époque d'un lieu de culte et d'un cimetière aujourd'hui presque abandonné et en friche. Au XXe siècle, les anabaptistes retournent progressivement au protestantisme, puis émigrent aux États-Unis. Le Climont fait partie de la paroisse réformée du Howald jusqu'en 1887, époque où la paroisse devient indépendante. La construction de l'église protestante est financée grâce à l'impératrice Augusta-Victoria, l'épouse de Guillaume II.
Le Climont (965 mètres) domine sur près de 300 mètres les hauteurs et plateaux environnants. Le Climont dont le versant occidental fait partie de la commune d'Urbeis, s'élève au-dessus de la haute vallée de la Bruche (Bourg-Bruche et Saales) et le bassin de Saint-Dié (Colroy-la-Grande, Provenchères). L'accès à ces deux vallées s'effectue au nord par le passage du col de Steige, La Salcée (l'ancienne route du sel) et au sud par le col d'Urbeis (602 mètres).
- Ruines du château du Bilstein lorrain

D'abord dépendance de celui d'Ortenberg, il fut habité au XVe siècle par le chevalier Jean Marx, qui se distingua par sa bravoure à la bataille de Nancy (1477), où il fit prisonnier un membre important de la famille du comte de Nassau. Les chevaliers du château l'ont ramené comme prise de guerre de la bataille devant Nancy où Charles le Téméraire a trouvé la mort. Il le conduisit au château de Bilstein, mais refusa de le livrer à la ville de Strasbourg, sous la bannière de laquelle il avait fait la guerre. Pour se venger de cet affront, les Strasbourgeois se lancèrent à l'assaut du château et capturèrent le prisonnier qui leur paya une rançon de 50 000 florins pour avoir la vie sauve. Le château fut démoli et n'a plus été reconstruit. Plus tard, Jean Marx est en procès avec Antoine Wilperger, bailli épiscopal de Saverne. Ce dernier, d'un caractère brutal et cruel, jura qu'il ferait de son adversaire un vrai Marx (cette famille avait dans ses armoiries deux mains coupées). Jean tomba en effet au pouvoir de son ennemi et eut les deux mains tranchées ; avant de mourir, il assigna Wilsperger au tribunal de Dieu et l'on raconte que le bailli, en apprenant cette nouvelle, fut saisi d'une telle frayeur qu'il en tomba mort à l'instant.
- L'église Saint-Nicolas

De la façade se détache une tour-porche de structure carrée bâtie en pierres de taille, aux angles légèrement saillants. Au-dessus de la porte d'entrées, une niche abrite une statue de saint Nicolas taillée dans un grès gris contrastant avec le grès rose de la niche. Le saint patron est représenté en habit d'évêque avec une imposante mitre. Sa main droite est levée en un geste de bénédiction, la main gauche pointe l'index.
Le fronton porte le millésime de construction, 1789, en chiffres romains et arabes. L'étage intermédiaire est percé d'une fenêtre en plein cintre et abrite le mécanisme de l'horloge installée en 1851 par Jean-Baptiste Schwilgué, l'auteur de l'horloge astronomique de la cathédrale de Strasbourg. Le dernier niveau s'ouvre par quatre fenêtres dotées d'abat-son derrière lesquelles sont suspendues quatre cloches dédiées à saint Nicolas (1788), Marie (1809), Jeanne d'Arc (1925) et sainte Odile (1925).
En passant sous la tour-porche, nous pénétrons dans la nef éclairée par six vitraux en verre teinté ne montrant que des motifs géométriques. La tribune, soutenue par deux piliers en grès, porte un orgue Wetzel de 1860.
Sur chaque mur latéral est accroché un tableau provenant des autels latéraux respectifs. Œuvres du peintre Hoffner (1841), ils représentent saint Roch et saint Sébastien.
Parmi les statues, une représentation en bois polychrome (XVIe siècle ?) de sainte Anne, mère de Marie, attire l'attention. Elle est représentée telle une matrone avec un livre ouvert à la main, son manteau est doré à l'or fin et le drapé et plissé de ses vêtements sont particulièrement réussis. Anne est vénérée comme l'une des patronnes de mineurs, il n'est donc pas étonnant de la rencontrer à Urbeis. Les autres statues présentes sont au nombre de cinq. Deux ont été réalisées par le même sculpteur, il s'agit de saint Nicolas et de saint Joseph. Une autre en bois polychrome représente saint Antoine de Padoue et fait face à sainte Thérèse de Lisieux faite de plâtre.
Au bout de la nef, les fonts baptismaux sont constitués par un énorme calice sculpté dans le grès d'une seule pièce ; le couvercle en cuivre martelé a été décoré par la vasque en laiton de l'ancienne lampe du sanctuaire.
Les deux autels latéraux sont en bois avec des colonnes nervurées. Remaniés en 1971, ils ont reçu, pour l'autel de Marie une statue en bois doré et un tableau illustrant la Visitation. L'autel de droite est doté d'un tabernacle et d'une peinture représentant les disciples d'Emmaüs. Ces peintures, qui remplacent celles accrochées dans la nef, sont de style moderne.
Le chemin de croix récent doit son existence à la vente des anciennes stations, magnifiquement sculptées, à une paroisse du Sundgau par un curé d'Urbeis. Celui-ci n'a eu aucun scrupule à vendre également un immense tableau de saint Nicolas placé jadis dans le chœur à la place de l'actuel crucifix.
Le chœur est illuminé par trois vitraux (frères Ott, 1902) représentant Jésus au milieu des enfants, la Sainte-Cène et Marie-Madeleine versant du parfum sur les pieds de Jésus.
Le maître-autel a été reculé et adossé au mur, il porte le tabernacle.
Sur le mur extérieur de l'église, une méridienne(dispositif qui servait à régler l'horloge d'après l'heure solaire) est toujours en place et à côté d'elle se trouve un énorme cadran solaire plus récent en grès, installé en 1997.

### Autre patrimoine
- Mine Théophile.
- Église protestante au Climont.

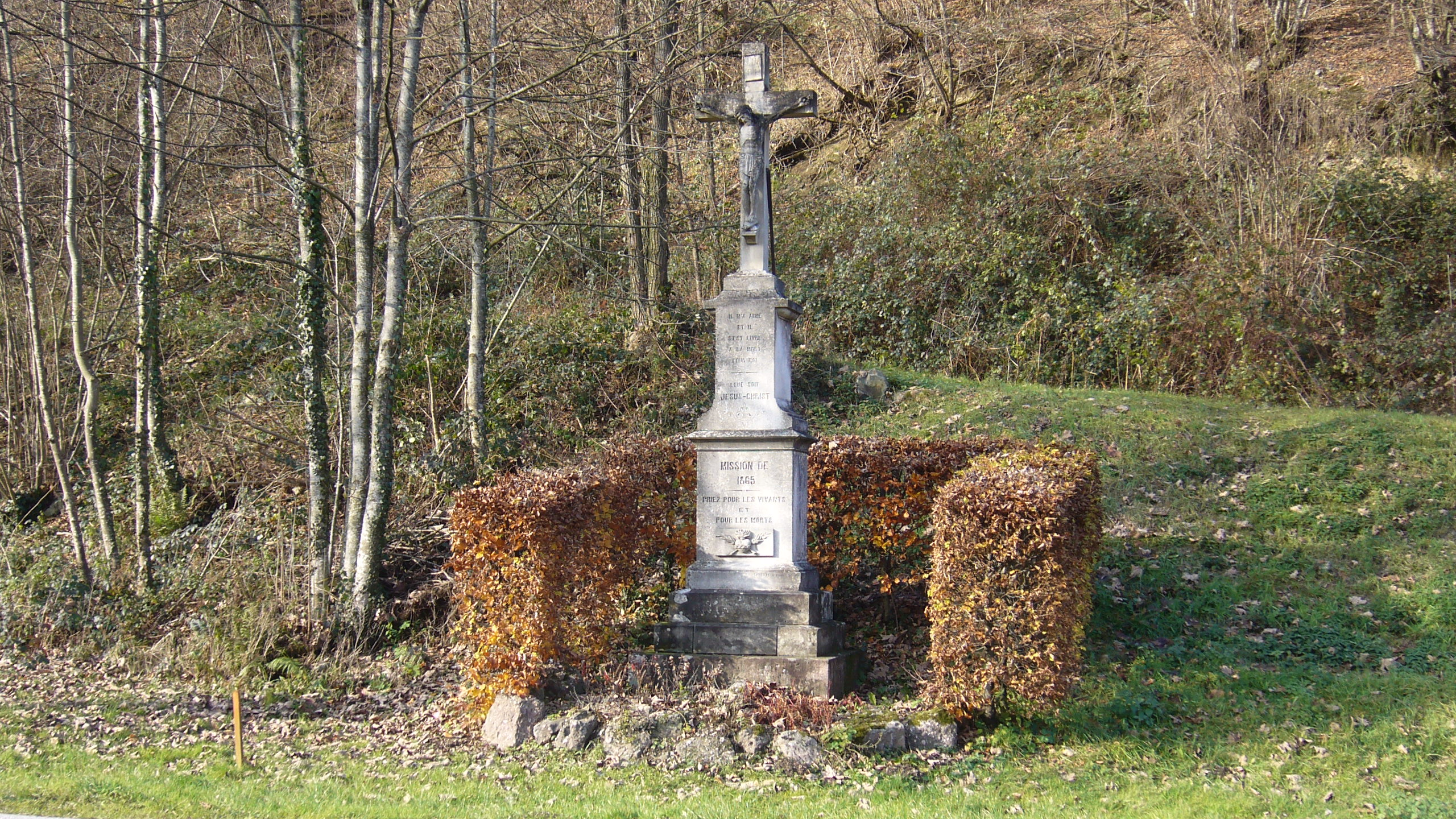
Croix d'Urbeis (1865).

- Tour « Julius » au sommet du Climont.
- Chemin du patrimoine « Hommes, mines et paysages : une histoire de temps ».
- Maison du mineur.
- Sentier botanique.
- Croix d'Urbeis (1865).

### Personnalités liées à la commune
- Jean-Marie Caro (1929-2014), homme politique français, militant européen. Administrateur au Conseil de l'Europe (1951-1972), il fut député du Bas-Rhin (UDF) de 1973 à 1993, président de l'assemblée de l'Union de l'Europe occidentale de 1984 à 1987, conseiller général de Villé de 1973 à 1993 et maire d'Urbeis.
Jean-Marie, son épouse Anne-Marie et leurs six enfants se sont installés en 1963 aux Murailles, propriété jouxtant le château du Bilstein.
- Pierre Depp (1908-1945), résistant français pendant la Seconde Guerre mondiale.

### Héraldique
| Blason de Urbeis | Blason  | D'argent au mont de trois coupeaux de sinople, mouvant de la pointe, sommé d'une tour de gueules, maçonnée de sable. |
| Blason de Urbeis | Détails | La montagne représentée dans l'écu est probablement le Climont qui culmine sur le territoire communal. La tour symboliserait le château du Bilstein, mais ressemble davantage à la tour Julius érigée au sommet du Climont. |